# Унтерэнтфельден
Унтерэнтфельден (нем. Unterentfelden) — коммуна в Швейцарии, в кантоне Аргау. 
Входит в состав округа Арау. Население коммуны составляет 4579 человек (31 декабря 2023). Официальный код  —  4013.